# ヴィルヘルム・フォン・ザクセン＝ヴァイマル＝アイゼナハ
ヴィルヘルム・フォン・ザクセン＝ヴァイマル＝アイゼナハ（Wilhelm von Sachsen-Weimar-Eisenach, 1853年12月21日 - 1924年12月15日）は、ドイツ・ザクセン＝ヴァイマル＝アイゼナハ大公家の大公子。同家の最後の大公ヴィルヘルム・エルンストの母方叔父で、一時は甥の推定相続人だったことがある。

## 生涯
大公カール・アレクサンダーの従弟ヘルマン大公子と、その妻のヴュルテンベルク王女アウグステの間の第2子、長男として生まれた。全名はヴィルヘルム・カール・ベルンハルト・ヘルマン（Wilhelm Karl Bernhard Hermann）。姉パウリーネはカール・アレクサンダー大公の長男カール・アウグストに嫁して本家の世継ぎとなる2人の男子を産んだ。しかし弟のヴィルヘルムは一族の不肖の息子であり、落伍者と見なされていた。若い頃、彼はアメリカ合衆国に出奔し、ニューヨークで馬術教師、会社事務員、書籍販売員、さらにはレストランのウェイターなどをして生計を立てていたが、やがて生活が行き詰まってドイツに帰国し、両親の許に帰ったという経歴を持っていた。その後、結婚し大公家から少額の扶持を与えられて暮らしたが、経済的に困窮したことから、大公家本家の命令で首都ヴァイマル市外に居を移している。

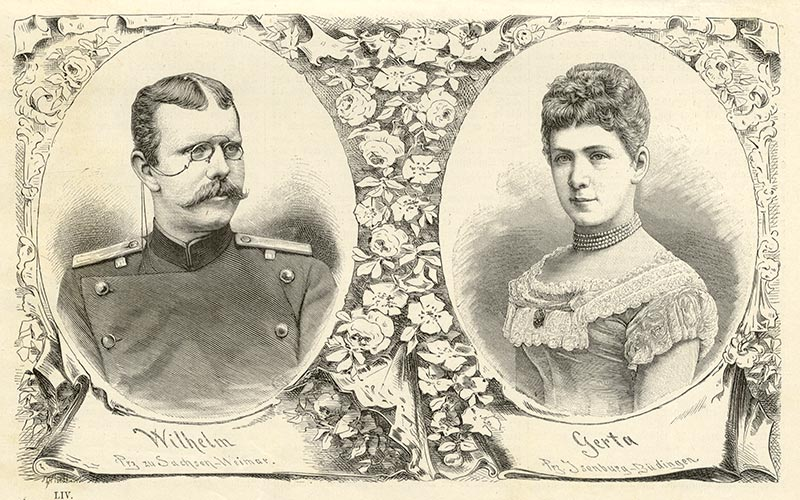
ヴィルヘルムとゲルタの肖像画

1885年4月11日、ヘッセン地方ヴェヒタースバッハにて、又従妹にあたるイーゼンブルク＝ビューディンゲン＝ヴェヒタースバッハ侯女ゲルタ（1863年 - 1945年）と結婚した。彼女はヘッセン選帝侯フリードリヒ・ヴィルヘルム1世の長女アウグステとイーゼンブルク＝ビューディンゲン＝ヴェヒタースバッハ侯フェルディナント・マクシミリアン1世の間の娘だった。夫婦は2男1女をもうけた。
- ヘルマン・カール・ベルンハルト・フェルディナント・フリードリヒ・ヴィルヘルム・アウグスト・パウル・フィリップ（英語版）[2]（1886年2月14日 - 1964年6月6日）
- アルブレヒト・ヴィルヘルム・カール・ヘルマン・ベルンハルト・アウグスト・フリードリヒ[3]（1886年12月31日 - 1918年9月9日）
- ゾフィー・アウグステ・イーダ・カロリーネ・パウリーネ・アグネス・エリーザベト・エルネスティーネ（英語版）[4]（1888年7月25日 - 1913年9月18日）

1901年に甥のヴィルヘルム・エルンストが大公位に就いて以降、ヴィルヘルムが大公継承権者の筆頭にあったため、推定相続人の地位を保有した。1912年、大公が長男カール・アウグストを儲けると、分家筋のヴィルヘルムが大公位を継ぐ可能性は消えた。
3人の子のうち、長男ヘルマンは1909年にイタリア人女優との貴賤結婚が原因で大公家の継承権及び成員の地位を剥奪された。長女ゾフィーは1913年、ユダヤ人男性との貴賤結婚を許されないことに絶望し、拳銃自殺を遂げた。次男アルブレヒトは第1次世界大戦末期の1918年9月、フランス北部ノール県グゾークールでの戦闘中に戦死した。